# Mason Hollyman
Mason Hollyman (Huddersfield, 25 juni 2000) is een Britse voormalig wielrenner.

## Carrière
Als eerstejaars junior won Hollyman een etappe in de Ronde van Basilicata. In het eindklassement werd hij zesde. Een jaar later behaalde hij ereplaatsen in onder meer de Internationale Juniorendriedaagse en nam hij deel aan het wereldkampioenschap, waar hij twintigste werd in de wegwedstrijd voor junioren. In zijn tweede jaar bij de beloften werd hij onder meer zeventiende in het eindklassement van de Ronde van Rhodos en negende in dat van de Ronde van Bulgarije. In 2021 maakte hij de overstap naar Israel Cycling Academy. Namens dat team won hij in augustus van dat jaar een etappe in de Ronde van Portugal. Het jaar erna won hij de openingsrit in de Ronde van de Aostavallei. De leiderstrui die hij daaraan overhield moest hij een dag later afstaan aan Lenny Martinez.
In 2023 werd Hollyman prof bij Israel-Premier Tech, dat hem na twee jaar liet doorstromen vanuit hun opleidingsploeg. Zijn debuut in de World Tour maakte hij in april, toen hij aan de start stond van de Ronde van Romandië. Later dat jaar werd hij onder meer zevende in het eindklassement van de Ronde van Tsjechië en negende in dat van de Ronde van Hainan.

## Overwinningen
2017
2e etappe Ronde van Basilicata
2021
5e etappe Ronde van Portugal
2022
1e etappe Ronde van de Aostavallei
2024
2e etappe Ronde van Taiwan

## Ploegen
- 2021 –  Israel Cycling Academy
- 2022 –  Israel Cycling Academy
- 2023 –  Israel-Premier Tech
- 2024 –  Israel-Premier Tech
- 2025 –  Sabgal / Anicolor tot 15 juni

Berwick · Boivin · Clarke · Einhorn · Frigo · Froome · Fuglsang · Gee · Goldstein · Hermans · Hollenstein · Hollyman · Houle · Impey · Jones · Neilands · Nizzolo · Pozzovivo (vanaf 6/3) · Reynders · Riccitello · Sagiv · Schultz · Strong · Teuns · Van Asbroeck · Vanmarcke (tot 7/7) · Williams · Woods · Würtz Schmidt · Zabel · Gilmore (stagiair) · Sheehan (stagiair)
Ackermann · Bennett · Blackmore (vanaf 3/5) · Boivin · Clarke · Einhorn · Frigo · Froome · Fuglsang · Gee · Hofstetter · Hollyman · Houle · Kogut · Neilands · Pickrell · Raisberg · Riccitello · Sagiv · Schultz · Schwarzmann · Sheehan · Stewart · Strong · Teuns · Van Asbroeck · Vernon · Williams · Woods · Würtz Schmidt · Zabel (tot 2/5) · Brown (stagiair)